# Den lyckligaste dagen i Olli Mäkis liv
Den lyckligaste dagen i Olli Mäkis liv (finska: Hymyilevä mies) är en finländsk dramafilm från 2016 i regi av Juho Kuosmanen, med Jarkko Lahti och Oona Airola i huvudrollerna. Den utspelar sig sommaren 1962 och handlar om den finske boxaren Olli Mäki och hans match mot amerikanen Davey Moore, där världsmästartiteln i fjädervikt står på spel.
Filmen var regissörens långfilmsdebut. Den hade premiär vid filmfestivalen i Cannes 2016 där den vann Un certain regard-priset. Den blev nominerad till Nordiska rådets filmpris. Filmen fick av European Film Academy även pris i kategorin Årets europeiska upptäckt vid European Film Awards i Wroclaw 2016.

## Medverkande

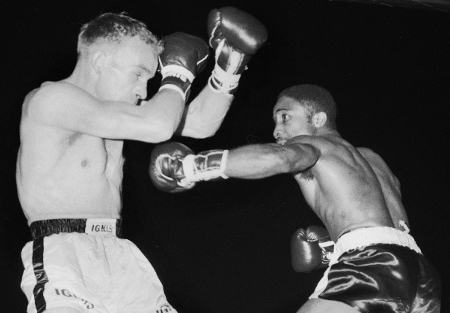
Olli Mäki och Davey Moore 1962

- Jarkko Lahti som Olli Mäki
- Oona Airola som Raija
- Eero Milonoff som Elis Ask
- John Bosco Jr. som Davey Moore